# La casa de los famosos México
La casa de los famosos México (o simplemente como La casa de los famosos) es un programa de televisión de telerrealidad mexicano producido por EndemolShine Boomdog, a cargo de Rosa María Noguerón para TelevisaUnivision.
El programa está basado en el formato creado por John de Mol, Big Brother, siendo a su vez la primera versión del programa estadounidense homónimo producida también EndemolShine Boomdog para Telemundo. Se estrenó el 4 de junio de 2023, empezando con la gala dominical a través de Las Estrellas. Además de Las Estrellas, el programa está disponible a través de Canal 5* con los resúmenes diarios y en la plataforma de streaming ViX en las transmisiones 24/7, pregalas y postgalas dominicales.
Está bajo la conducción de Galilea Montijo y Diego de Erice, junto con Odalys Ramírez en los resúmenes diarios, Pablo Chagra en las cápsulas digitales, Mauricio Garza y Cecilia Galliano en las transmisiones de Vix y la voz en off de Jessica Ortiz.
En la transmisión final de la primera temporada, el reality show tuvo más de 21 millones de televidentes. Una segunda temporada fue estrenada el 21 de julio de 2024, y una tercera temporada el 27 de julio de 2025.

## Premisa
El formato de La casa de los famosos es el mismo a su antecesora anteriormente producida por Televisa y Endemol en la década de los 2000 —conocida como Big Brother VIP—, y la primera versión homónima realizada por Telemundo y EndemolShine Boomdog. 
Catorce «famosos» se hospedan dentro de una casa (construida en los estudios de EndemolShine Boomdog) equipada con dormitorios, comedor, cocina, área de almacenaje, salas de reuniones y lounge, además de una terraza, jardín con piscina, jacuzzi, gimnasio y baños. También está equipada con más de 50 cámaras escondidas y 60 micrófonos para mostrar a la audiencia todo lo que allí ocurra las 24 horas del día, todos los días hasta el término del programa. Los participantes tienen la condición de no tener ninguna conexión al mundo exterior.
Cada semana, los participantes son «sometidos» a retos en los que se determina quienes serán los nominados a la expulsión semanal, la cual se decide por votaciones de la audiencia.

## Equipo del programa
Presentador/a
     Presentador/a digital
     Panelista
     Voz de la jefa
     Concursante
     Presentador/a invitado/a
| Presentadores y panelistas | Función                                      | Temporadas | Temporadas | Temporadas |
| Presentadores y panelistas | Función                                      | 1          | 2          | 3          |
| -------------------------- | -------------------------------------------- | ---------- | ---------- | ---------- |
| Galilea Montijo            | Galas dominicales y de nominación            |            |            |            |
| Diego de Erice             | Galas dominicales y resúmenes diarios        |            |            |            |
| Odalys Ramírez             | Galas dominicales y resúmenes diarios        |            |            |            |
| Cecilia Galliano           | Pre y post-galas, transmisiones 24/7 vía Vix |            |            |            |
| Mauricio Garza             | Pre y post-galas, transmisiones 24/7 vía Vix |            |            |            |
| Wendy Guevara              | Pre y post-galas, transmisiones 24/7 vía Vix |            |            |            |
| Ricardo Margaleff          | Pre y post-galas, transmisiones 24/7 vía Vix |            |            |            |
| Pablo Chagra               | Cápsulas para redes sociales                 |            |            |            |
| Marie Claire Harp          | Cápsulas para redes sociales                 |            |            |            |
| Jessica Ortiz              | Voz en off de La jefa                        |            |            |            |
| Gustavo Adolfo Infante     | Panelistas                                   |            |            |            |
| René Franco                | Panelistas                                   |            |            |            |
| Shanik Berman              | Panelistas                                   |            |            |            |
| Juan Carlos Nava           | Panelistas                                   |            |            |            |
| Cynthia Urías              | Panelistas                                   |            |            |            |
| Jesse Cervantes            | Panelistas                                   |            |            |            |

## Temporadas
| Temporada | Temporada | Episodios | Emisión             | Emisión                  | Días | Concursantes | Resultados    | Resultados      | Resultados       | Resultados |
| Temporada | Temporada | Episodios | Inicio              | Final                    | Días | Concursantes | Ganador(a)    | Segundo puesto  | Tercer puesto    |            |
| --------- | --------- | --------- | ------------------- | ------------------------ | ---- | ------------ | ------------- | --------------- | ---------------- | ---------- |
|           | 1         | 61        | 4 de junio de 2023  | 13 de agosto de 2023     | 71   | 14           | Wendy Guevara | Nicola Porcella | Poncho de Nigris |            |
|           | 2         | 61        | 21 de julio de 2024 | 29 de septiembre de 2024 | 71   | 15           | Mario Bezares | Karime Pindter  | Gala Montes      |            |
|           | 3         |           | 27 de julio de 2025 | 5 de octubre de 2025     | 71   | 15           | Abelito Saenz | Elaine Haro     | Facundo Gomez    |            |

### Primera temporada (2023)
La primera temporada se estrenó el 4 de junio de 2023 a través de Las Estrellas, con Galilea Montijo como conductora de los días de nominación y eliminación. Diego de Erice y Odalys Ramírez estuvieron a cargo de la conducción semanal, mientras que Cecilia Galliano y Mauricio Garza fueron los conductores de las pre y post galas en Vix. Pablo Chagra fue el encargado de las cápsulas digitales en las redes sociales del reality.
Los primeros trece habitantes entraron a la casa durante la gala inaugural en vivo. Tras la primera eliminación, Mariana Juárez, la decimocuarta concursante, se unió a la competencia.

### Segunda temporada (2024)
La segunda temporada se estrenó el 21 de julio de 2024 a través de Las Estrellas. Galilea Montijo, Diego de Erice, Odalys Ramírez, Cecilia Galliano, Mauricio Garza y Pablo Chagra regresaron con las mismas funciones.
Los quince habitantes ingresaron durante la gala inaugural en vivo. Esta temporada estuvo marcada por controversias entre algunos participantes que derivaron en el retiro voluntario de varias marcas patrocinadoras del reality, como Rexona, Nescafé, Heartbrand (Holanda), Unilever,  entre otras. Tras el retiro de estos patrocinadores y el furor generado en redes sociales, uno de los participantes involucrados en estas polémicas, Adrián Marcelo, abandonó el programa en el día 45.

### Tercera temporada (2025)
La tercera temporada se estrenará el 27 de julio de 2025 en Las Estrellas. Galilea Montijo, Diego de Erice y Odalys Ramírez repetirán sus funciones de las temporadas anteriores, mientras que Marie Claire Harp reemplazará a Chagra en la conducción digital, a la vez que Wendy Guevara y Ricardo Margaleff se encargarán de conducir la pregala y postgala, en lugar de Cecilia Galiano y  Mauricio Garza.